# 唐大琬
唐大琬，湖南省永州府零陵縣人，清朝政治人物。同進士出身。
光緒二年（1876年），參加丙子恩科會試，得貢士第104名。殿試登進士3甲第116名。同年五月（6月3日），經吏部掣簽，授即用知縣。
唐大琬曾任新安縣知縣，到1883年調任興寧縣知縣。